# 勒馬敘里耶山
75°27′S 139°39′W / 75.450°S 139.650°W
勒馬敘里耶山（英語：Mount LeMasurier）是南極洲的山峰，位於瑪麗伯德地，處於萬斯山和朗韋山之間，屬於伊克斯山脈的一部分，海拔高度超過800米，現時由南極條約體系管理。